# Delias durai
Delias durai é uma espécie de borboleta da família Pieridae. Pode ser encontrada em Papua Nova Guiné. O seu habitat localiza-se nas Montanhas Foja.